# Glypta franciscana
Glypta franciscana är en stekelart som beskrevs av Dasch 1988. Glypta franciscana ingår i släktet Glypta och familjen brokparasitsteklar. Inga underarter finns listade i Catalogue of Life.